# Tina Vallès
Tina Vallès López (Barcelona, 15 de junio de 1976) es una escritora, correctora y traductora española.

## Biografía
Se licenció en Filología Catalana en la Universidad de Barcelona en 1999. Ha trabajado de correctora para las principales editoriales del país, como también para empresas del sector del diseño y la publicidad. Ha traducido del castellano al catalán varias obras, entre las cuales se encuentran: Francesc Boix, el fotògraf de Mauthausen, de Benito Bermejo (2002);  Biografia del silenci, de Pablo d'Ors; Un armari ple d'ombra, de Antonio Gamoneda; Rodoreda: exili i desig, de Mercè Ibarz (2008), o Catalunya serà impura o no serà, de Lluís Cabrera (2010), como también los álbumes de Mortadel·lo y Filemón. Ha escrito varios libros de narrativa, entre los cuales El parèntesi més llarg, con el que ganó el premio Mercè Rodoreda.
Como bloguera, es autora de los blogs L’aeroplà del Raval  (2003-2007) y Ganxet sota les pedres (2009-2012). Es coeditora de la revista digital Paper de Vidre desde el 2006 y miembro fundadora de la Asociación Profesional de Traductores e Intérpretes de Cataluña. El 2017 ganó el Premio Anagrama de novela con La memòria de l'arbre.

## Títulos publicados
- L'aeroplà del Raval. Barcelona: LaBreu, 2006. Narrativa
- El caganer més divertit de Nadal en 3D. Barcelona: Estrella Polar, 2011. Narrativa infantil
- Petita història: Palau Güell. Barcelona: Mediterrània, 2011. Narrativa infantil
- Maic. Barcelona: Baula, 2011. Narrativa[5]
- Un altre got d'absenta. Barcelona: LaBreu, 2012. Narrativa[6]
- El parèntesi més llarg. Barcelona: Proa. 2013. Narrativa[7][8][9]
- Bocababa. Barcelona: Fragmenta, 2016. Narrativa infantil[10] ISBN 978-84-15518-40-2
- La memòria de l'arbre. Barcelona: Anagrama, 2017.
- El senyor Palomar. Barcelona: Anagrama, 2021.
- Mira. Il·lustracions de Mercè Galí. Barcelona: Ànimallibres, 2021.
- Maic. Barcelona: Anagrama, 2025.
- Cartes imprevistes. Animallibres (2025). Narrativa infantil

## Obras traducidas
- La memoria del árbol. Trad. Carlos Mayor (Anagrama, 2017)
- El paréntesis más largo. Trad. Gonzalo Torné. (Godall ed., 2017)
- Ağacın Hafızası. Trad. Emrah İmre. Can Çocuk (2019). 17 ediciones
- Bay Evdeyokumun Post-itleri. Trad. Emrah İmre. Can Çocuk (2024). 5 ediciones

## Premios y reconocimientos
- Premio Mercè Rodoreda de narrativa por  El parèntesi més llarg (2012)
- Premio Anagrama de novela por La memòria de l'arbre (2017)[4]